# La Pocharde (film, 1921)
Pour les articles homonymes, voir La Pocharde.
Pour plus de détails, voir Fiche technique et Distribution.
La Pocharde est un film français réalisé par Henri Étiévant, sorti en 1921.

## Synopsis
Charlotte, dite la Pocharde, est accusée à tort du meurtre de son fils.

## Fiche technique
- Titre français : La Pocharde
- Réalisation : Henri Étiévant
- Décors : Alexandre Lochakoff
- Scénario : d'après le roman de Jules Mary
- Pays de production : France
- Format : Noir et blanc - 1,33:1 - Film muet - 12 chapitres
- Date de sortie : 3 juin 1921

## Distribution[1]
- Jacqueline Forzane : Charlotte Lamarche, dite la Pocharde
- Charles Norville : Georges Lamarche
- Émilien Richaud : Jean Berthelin
- Alexandre Volkoff : Hubert du Thiellay / Léon du Thiellay
- Tamara Oxynska : Claire
- Mirka Cachouba : Louise
- Gaston Rieffler : Guy Mathis
- Louis Gouget : Le docteur Marignan
- Victor Tourjanski : Barillier
- Fabien Haziza : Urbain du Thiellay, enfant
- Josette Day
- Émile Mylo : Pataimel
- Jean Tarride : Urbain du Thiellay